# 安楚希希區
安楚希希區，是馬達加斯加的行政區，位於該國西北部，由索非亞區負責管轄，首府設於安楚希希，面積5,125平方公里，2011年人口130,222，人口密度每平方公里25人。